# Luuc Bugter
Luuc Bugter (Arnhem, 10 juli 1993) is een Nederlands wielrenner en voormalig schaatser die anno 2019 rijdt voor BEAT Cycling Club. In 2015 werd hij derde op het Nederlands kampioenschap marathonschaatsen op kunstijs in de categorie neo-senioren, een jaar later wist hij die titel wel te winnen.
In 2019 maakte Bugter de overstap van Delta Cycling Rotterdam naar BEAT Cycling Club. Eerder reed hij ook voor Baby-Dump Cyclingteam en Cyclingteam Join-S de Rijke.

## Schaatsen

### Persoonlijke records
| Afstand      | Tijd     | Datum            | Baan       |
| ------------ | -------- | ---------------- | ---------- |
| 500 meter    | 37,67    | 5 januari 2013   | Heerenveen |
| 1000 meter   | 1.15,52  | 18 december 2010 | Collalbo   |
| 1500 meter   | 1.54,54  | 22 december 2012 | Erfurt     |
| 3000 meter   | 4.01,09  | 13 februari 2011 | De Scheg   |
| 5000 meter   | 6.47,23  | 18 januari 2014  | Heerenveen |
| 10.000 meter | 14.10,19 | 2 februari 2014  | Groningen  |

## Wielrennen

### Overwinningen
2014
Jongerenklassement Ronde van Sharjah
2018
3e etappe An Post Rás
Eind- en puntenklassement An Post Rás
2019
PWZ Zuidenveldtour
3e etappe Tour de l'Eure et Loire
Eindklassement Tour de l'Eure et Loire
1e etappe Kreiz Breizh Elites (ploegentijdrit)

### Resultaten in voornaamste wedstrijden
|      | \| Jaar \| Parijs-Tours \| \| ---- \| ------------ \| \| 2018 \| 65e \| |
| Jaar | Parijs-Tours                                                            |
| 2018 | 65e                                                                     |

### Ploegen
- 2015 –  Baby-Dump Cyclingteam
- 2016 –  Cyclingteam Join-S|De Rijke
- 2017 –  Delta Cycling Rotterdam
- 2018 –  Delta Cycling Rotterdam
- 2019 –  BEAT Cycling Club

Boom · Bugter · Castelijns · Dielissen · Eefting · Hooghiemster · Hool · Kers · Richards · van Schip · Sweering · Timmermans · van de Vall · Dijkstra (stagiair)
Bax · van den Berg · Bugter · van Dalen · van den Dool · Groen · Hoppezak · Janssen · Lucas · Meijer · Pastoor · Timmermans · Tulner